# New Holland (Ohio)
New Holland é uma vila localizada no estado norte-americano de Ohio, no Condado de Fayette e Condado de Pickaway.

## Demografia
Segundo o censo norte-americano de 2000, a sua população era de 785 habitantes.
Em 2006, foi estimada uma população de 787, um aumento de 2 (0.3%).

## Geografia
De acordo com o United States Census Bureau tem uma área de
4,8 km², dos quais 4,8 km² cobertos por terra e 0,0 km² cobertos por água. New Holland localiza-se a aproximadamente 264 m acima do nível do mar.

## Localidades na vizinhança
O diagrama seguinte representa as localidades num raio de 20 km ao redor de New Holland.